# Sun Down/Sun Rise
Sun Down/Sun Rise es el título del tercer EP de la banda de post-metal y shoegazing Jesu. Fue liberado el 23 de abril de 2007 por el sello discográfico Aurora Borealis. En este EP Jesu no contó con la participación del batería Ted Parsons.

## Lista de canciones
1. «Sun Down» - 17:30
2. «Sun Rise» - 15:12

## Créditos
- Voz: Justin Broadrick.
- Guitarra: Justin Bradrick.
- Bajo: Diarmuid Dalton.
- Programación: Justin Broadrick.